# Alianza Popular Libertadora
La Alianza Popular Libertadora (APL) fue una coalición electoral y partido político chileno, existente entre los años 1938 a 1945. Tenía un carácter nacionalista y populista.

## Historia

### Coalición electoral
En 1938, surgió un grupo de ibañistas que se reunieron y crearon una alianza electoral denominada «Alianza Popular Libertadora». Entre las organizaciones que la integraron estaban la Unión Socialista y el Movimiento Nacional Socialista de Chile (MNS), que en 1939 daría origen a la Vanguardia Popular Socialista (VPS).[cita requerida]
La APL decidió levantar la candidatura de Carlos Ibáñez del Campo para la elección presidencial de 1938. La Matanza del Seguro Obrero, donde fueron asesinados casi 60 militantes nacistas por la policía, motivó la renuncia de Ibáñez y el apoyo de la APL al candidato del Partido Radical, Pedro Aguirre Cerda, que finalmente resultó elegido.[cita requerida]

### Partido político

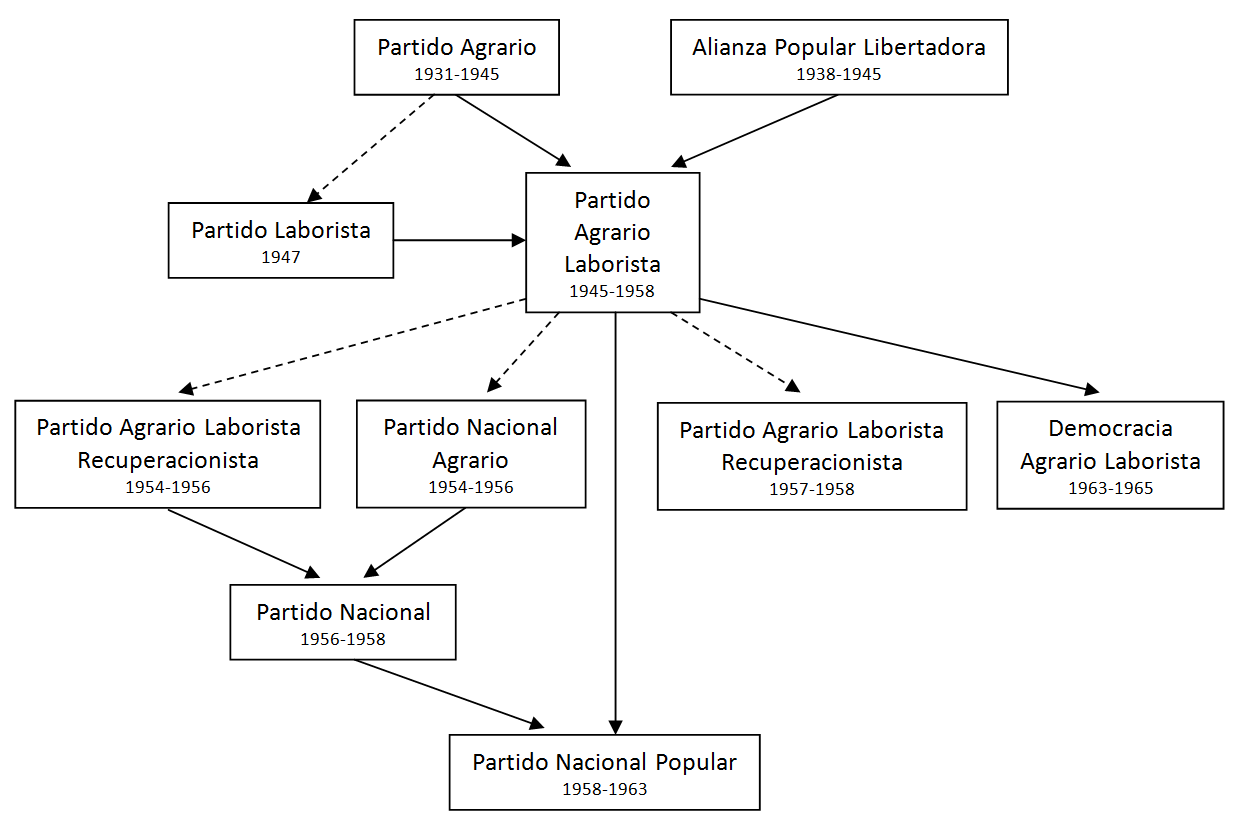
Esquema que muestra la relación histórica de los partidos agrario-laboristas.

Tras dicha elección, la APL cesó en sus funciones como coalición, pero se constituyó como partido, al cual se integraron varios exmilitantes de la Unión Socialista. Bajo esta forma lograron elegir como diputado en 1941 a Jorge Bustos León, y en 1945 a Venancio Coñuepán, líder de la Corporación Araucana.
Luego de las elecciones de 1945, la APL, por entonces liderada por Arturo Oyarzún e integrada por elementos ibañistas, militares en retiro y nacionalsocialistas, se fusiona con el Partido Agrario para dar lugar al Partido Agrario Laborista (PAL).

## Partidos
- Movimiento Nacional Socialista de Chile (1938)
- Unión Socialista (1938)

## Resultados electorales

### Elecciones parlamentarias
|  | 0,97 % |

|  | 0,33 % |

|  | 1,39 % |